# Station Rennes
Station Rennes is een spoorwegstation in Rennes, de hoofdstad van Bretagne. De TGV van de spoorlijn Paris-Montparnasse - Brest stopt hier, en er zijn verbindingen naar nog enkele steden; het is aangesloten op de Nomad Train, de spoorwegmaatschappij voor Normandië, en heeft een overstapmogelijkheid naar de metro van Rennes.
Het is een van de twee spoorwegstations in Rennes. Het andere is station Pontchaillou.